# Anticoma modesta
Anticoma modesta is een rondwormensoort uit de familie van de Anticomidae.